# Shabab Al-Dhahiriya
El Shabab Al-Dhahiriya SC (también llamado Shabab Al Thahrea) es un equipo de fútbol de Palestina que juega en la Cisjordania Premier League, la liga de fútbol más importante del país.

## Historia
Fue fundado en el año 1974 en la ciudad de ad-Dhahiriya, en Hebrón y consiguieron su primer título de liga en la temporada 2012/13 bajo el nombre Al-Thahriyeh, y también han conseguido otros títulos locales.
A nivel internacional han participado en la Copa de Clubes de la UAFA en su primera edición en la temporada 2012/13, en la cual fueron eliminados en la segunda ronda por el Al-Quwa Al-Jawiya de Irak y en la temporada 2014 participarán en su primer torneo organizado por la AFC, en la Copa de la AFC 2014, en la cual fueron eliminados en la fase clasificatoria por el Alay Osh de Kirguistán.

## Palmarés
- Cisjordania Premier League: 1

2012/13
- Primera División de Palestina: 1

1985/86
- Copa de la Asociación de Palestina: 1

2005
- Copa West Bank: 1

1983

## Participación en competiciones de la AFC
| Temporada | Torneo         | Ronda          | Club     | Casa        | Visita |
| --------- | -------------- | -------------- | -------- | ----------- | ------ |
| 2014      | Copa de la AFC | Clasificatoria | Alay Osh | 1-1 (7-8 p) |        |

## Participación en competiciones de la UAFA
- Copa de Clubes de la UAFA: 1 aparición

2012/13 - Segunda ronda